# Portret konny Paskiewicza
Portret konny Paskiewicza – obraz olejny (portret) namalowany w 1841 przez polskiego malarza Januarego Suchodolskiego. Dzieło znajduje się w zbiorach Muzeum Narodowego w Warszawie.

## Opis
Portret przedstawia rosyjskiego namiestnika Królestwa Polskiego Iwana Paskiewicza siedzącego na białym koniu. Paskiewicz ubrany jest w rosyjski mundur feldmarszałka z wieloma odznaczeniami, ma bikorn na głowie i laskę marszałkowską w prawej dłoni. W tle po lewej widać żołnierzy w czakach, po prawej defiladę.